# Барочный оркестр
Баро́чный оркестр (англ. Baroque orchestra, нем. Barockorchester) — разговорный термин, описывающий разновидность современного камерного оркестра со специализацией на ансамблевой и оркестровой западноевропейской музыке XVII—XVIII веков, исполняемой в «аутентичной манере».
Старейшим барочным оркестром (без этого словосочетания) считается кёльнский коллектив Cappella Coloniensis, основанный в 1954 году при активном участии аутентиста Августа Венцингера. С 1980-х гг. словосочетание «барочный оркестр» стало использоваться в названиях — Барочный оркестр Филармония (1981), Штутгартский барочный оркестр (1985), Фрайбургский барочный оркестр (первое публичное выступление в 1987), Амстердамский барочный оркестр и хор (1992), Венецианский барочный оркестр (1997), базельский La Cetra Barockorchester (1999) и др. В первые десятилетия XXI века стало применяться типологически — по отношению к камерным оркестрам или ансамблям расширенного состава, где музыканты играют на так называемых «исторических» инструментах (преимущественно современных их реконструкциях) с учётом стилевых принципов и техники аутентичного исполнительства. В таком контексте барочными оркестрами называют даже те коллективы, которые не содержат этого словосочетания в своих брендовых названиях, таковы Оркестр века Просвещения, Оркестр XVIII века (Франса Брюггена), «Les Talens Lyriques» (оркестр Кристофа Руссе), «English Baroque Soloists» (оркестр Дж. Э. Гардинера), «La Chapelle Royale» (оркестр Филиппа Херревеге) и многие другие.
В строгом смысле термин «барочный оркестр» используется в некоторых исследованиях, посвящённых истории оркестра, для характеристики ансамбля расширенного состава («оркестра»), характерного для эпохи барокко.